# District de Rutsiro

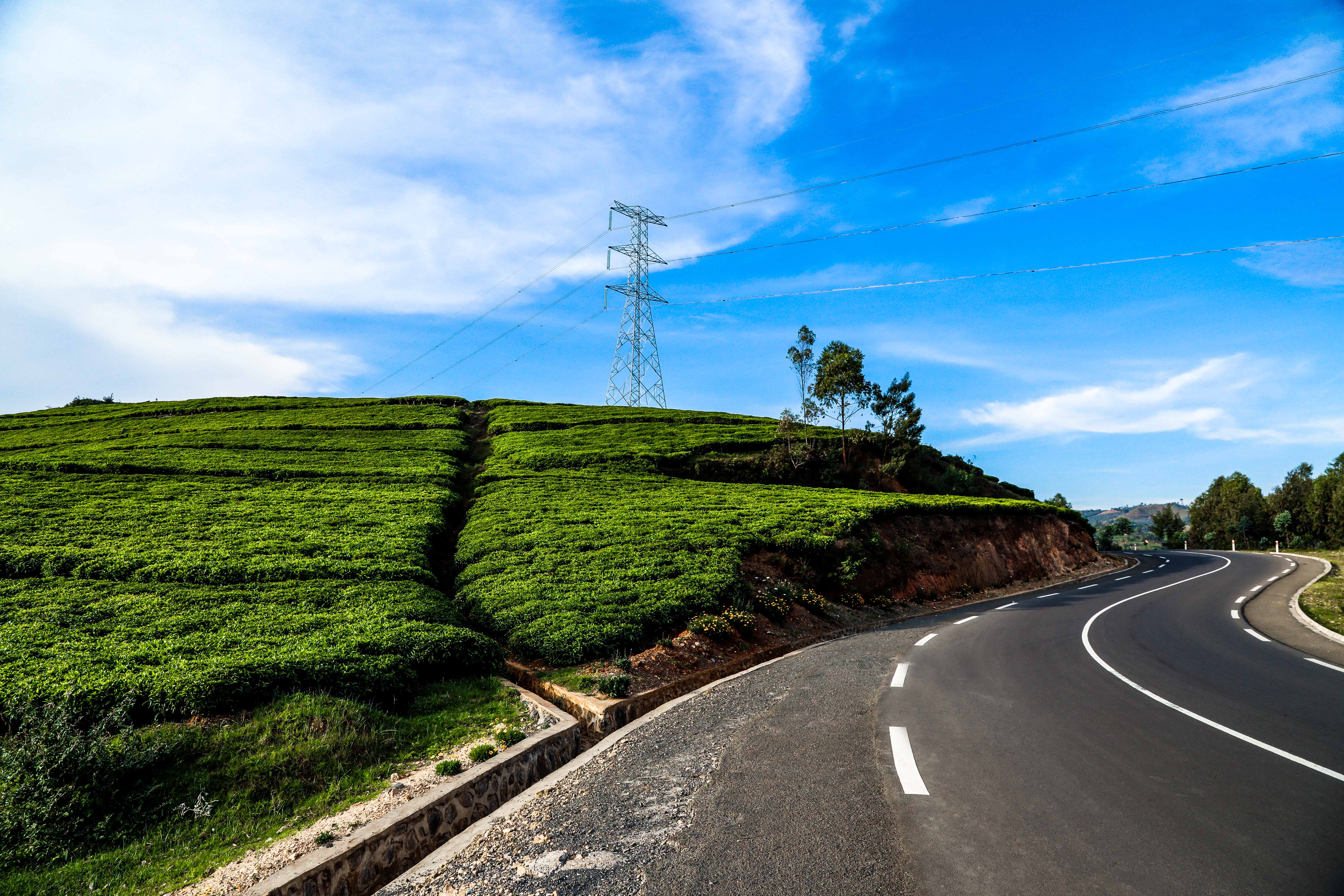
Paysage dans le district de Rutsiro.

Le district de Rutsiro est un district qui se trouve dans la Province de l'Ouest du Rwanda.
Il se compose de 13 secteurs et 483 villages.
La population globale, au recensement de 2012 est de 324 654 habitants.
La forêt de Gishwati est sur le territoire du district.